# Novoïavorivsk
Novoïavorivsk (en ukrainien : Новояворівськ) ou Novoïavorovsk (en russe : Новояворовск ; en polonais : Nowojaworowsk) est une ville de l'oblast de Lviv, en Ukraine. Sa population s'élevait à 31 110 habitants en 2019.

## Géographie
Novoïavorivsk est située à 33 km au nord-ouest de Lviv. 

## Histoire
Novoïavorivsk est fondée en 1965. C'est d'abord une commune urbaine nommée Yantarne (en ukrainien : Янтарне) ou Yantarnoïe (en russe : Янтарное). Sa création est liée l'exploitation du soufre dans la région. Elle a le statut de la ville depuis 1986.

## Population
Recensements (*) ou estimations de la population :
| 1970* | 1979* | 1989*  | 2001*  | 2010   | 2011   | 2012   |
| ----- | ----- | ------ | ------ | ------ | ------ | ------ |
| 1 191 | 8 502 | 24 320 | 26 483 | 28 516 | 28 807 | 29 225 |

| 2013   | 2014   | 2015   | 2016   | 2017   | 2018   | 2019   |
| ------ | ------ | ------ | ------ | ------ | ------ | ------ |
| 29 580 | 29 950 | 30 271 | 30 467 | 30 723 | 30 953 | 31 110 |